# Аврорина скеля

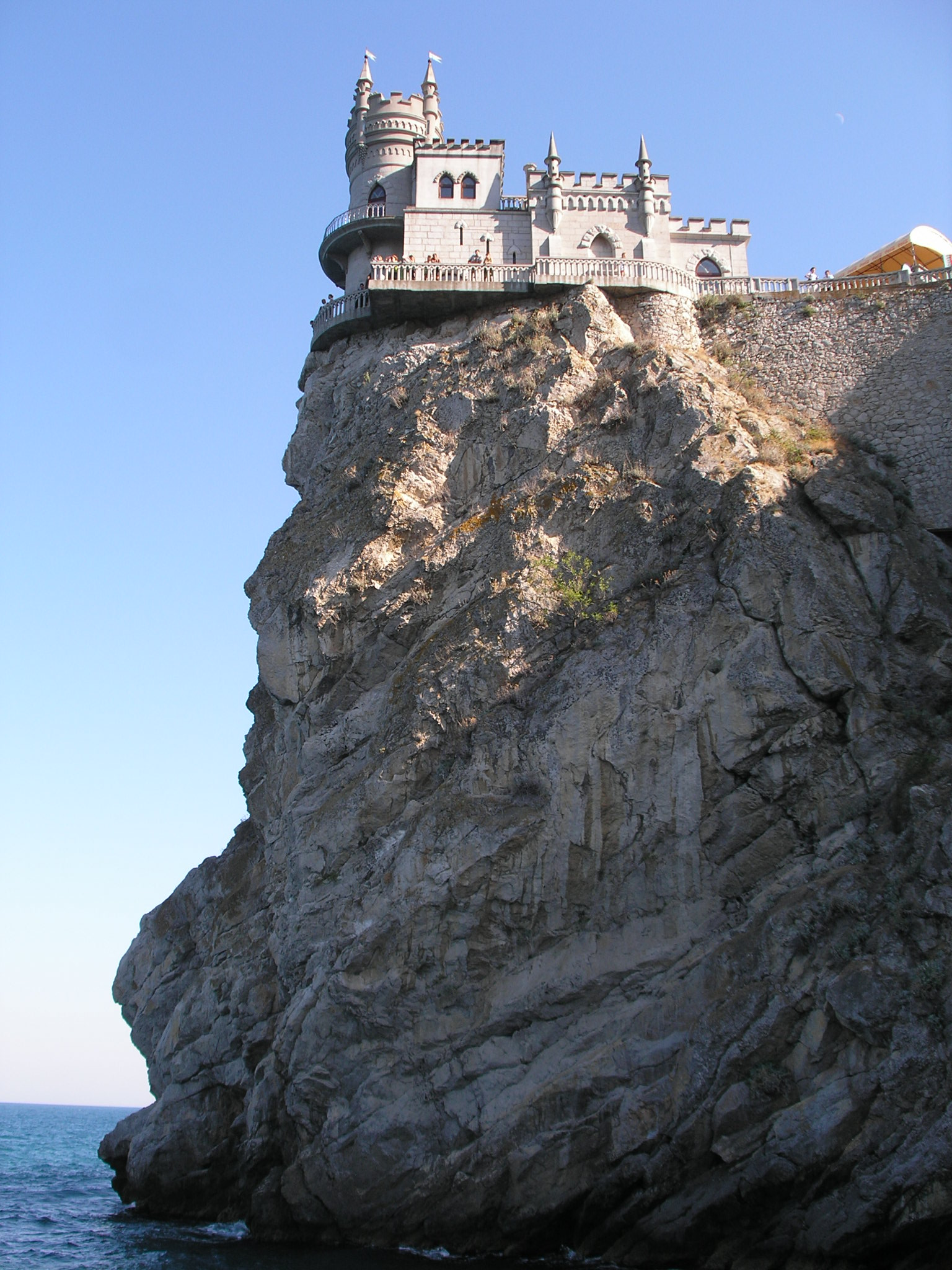
Ластівчине гніздо (сучасність) на Аврориній скелі

Авро́рина ске́ля — стрімкий східний виступ мису Монастир-Бурун, Крим. На скелі розташований «палац» Ластівчине гніздо. Спрямована на схід.
Звідси назва (дана у XIX ст.) — від Аврори (лат. Aurora) — римської богині світанку.